# Daniel Wolf (Fußballspieler, 1985)
Daniel Wolf (* 4. Mai 1985 in Wien) ist ein österreichischer Fußballspieler auf der Position eines Mittelfeldspielers auf der linken beziehungsweise rechten Außenbahn.

## Karriere

### Verein
Wolf begann seine Karriere bei den Jugendmannschaften sowie der Akademie des VfB Admira Wacker Mödling. Von 2003 bis hin zum Jahre 2004 wurde er auch in die Kampfmannschaft der Südstädter aufgenommen. Anfang des Jahres 2004 wurde er nach Oberösterreich zum LASK Linz verliehen, den er aber schon Mitte desselben Jahres wieder verließ, um zu den Südstädtern zurückzukehren. In den Jahren 2004 bis 2006 spielte Wolf bei seinem Stammverein und kam dort auf 14 Einsätze in der österreichischen Fußball-Bundesliga.
Nach zwei Jahren bei den Niederösterreichern bekam Wolf ein Angebot aus Italien und wechselte im Jahre 2006 zum AC Pistoiese. Diese verkaufte ihn aber im Jahre 2007 wieder, und so transferierte Wolf in die Serie B zum dort spielenden FC Piacenza, wo er einen Vertrag bis Juni 2011 unterschrieb. Am 8. November 2008 verletzte sich Wolf beim 1:0-Auswärtssieg über Brescia Calcio bei einem Zusammenprall mit einem Gegenspieler so schwer, dass er einen offenen Bruch der Kniescheibe hatte. Aufgrund dieser Verletzung musste er mehrere Monate pausieren, kam aber noch am Ende derselben Saison zu einem Kurzeinsatz, als er am 30. Mai 2009 beim 2:1-Auswärtssieg über Vicenza Calcio in der 46. Spielminute für Stefano Avogadri eingewechselt wurde.
Im Jänner 2011 löste Wolf seinen Vertrag bei Piacenza auf und kehrte in seine Heimat Österreich zurück. Es folgte ein Probetraining beim FK Austria Wien, die Wiener sahen allerdings von einer Verpflichtung ab. Am 17. Februar 2011 wurde bekannt, dass Daniel Wolf zurück zu seinem Ausbildungs- und Stammverein FC Trenkwalder Admira wechselt. Sein Vertrag lief bis Sommer 2011, mit der Option auf Verlängerung, die jedoch nicht wahrgenommen wurde. In den Saisonen 2011/12 und 2012/13 spielte Wolf beim SC Wiener Neustadt, 2013/14 beim TSV Hartberg und 2014/15 beim SC Austria Lustenau, bevor er 2015 wieder nach Wiener Neustadt zurückkehrte.
Zur Saison 2016/17 wechselte er zum Regionalligisten SC Ritzing. Als die Firma Intrepid, bei der die Spieler des SC Ritzing beschäftigt waren, insolvent wurde, wechselte Wolf nach nur einer Spielzeit innerhalb der Liga zum zu diesem Zeitpunkt noch unter aserbaidschanischer Führung befindlichen FC Karabakh Wien, den er jedoch ebenfalls nach einer Saison wieder verließ, um sich erneut dem SC Ritzing anzuschließen. Der Klub aus Ritzing war mittlerweile in die Burgenlandliga abgestiegen und Wolf trat in weiterer Folge als Stammkraft des Landesligisten in Erscheinung, wobei er es bis dato (Stand: 25. Januar 2021) auf 46 Meisterschaftseinsätze und drei -tore gebracht hat.

### Nationalmannschaft
Weiters kam Wolf zu acht Einsätzen in der U-21-Nationalmannschaft von Österreich.